# Чарльз Бартон (борець)
Чарльз Бартон (англ. Charles Burton; нар. 10 вересня 1973, Онтаріо, штат Орегон) — американський борець вільного стилю, срібний та бронзовий призер Панамериканських чемпіонатів, дворазовий бронзовий призер Кубків світу, учасник Олімпійських ігор.

## Життєпис
Боротьбою почав займатися з 1987 року. Виступав за Ньюйоркський атлетичний клуб. Тренер — Дуейн Голдман.
Бартон вперше потрапив до національної збірної США в 1999 році, посів друге місце на Всесвітніх командних змаганнях у Сіетлі, штат Вашингтон. У 2000 році він виграв Кубок Тахті в Тегерані, Іран; у 2001 — Київський міжнародний турнір в Україні і Trophee Milone в Римі, Італія. Бертон також взяв титул на університетському турнірі з боротьби 1997 року; бронзу на Панамериканському чемпіонаті 1997 року в Сан-Хуані, Пуерто-Рико; срібло на Панамериканському чемпіонаті 2000 року в Калі, Колумбія і срібло на Міжнародному турнірі Дона Колова — Николи Петрова в Софії, Болгарія.
У 2000 році Бартон виграв Олімпійські випробування в Далласі, Техас і отримав місце в Олімпійській команді з вільної боротьби 2000 року та представляв Сполучені Штати у вазі до 85 кілограмів, посівши п'яте місце на Олімпіаді в Сіднеї, Австралія.
Бартон здобув бронзову медаль на Кубку світу у 2001 році в Балтиморі, штат Меріленд. Медаль такого ж ґатунку отримав на Кубку світу 2003 року в Бойсе, штат Айдахо, борючись у ваговій категорії до 84 кілограмів.
Після завершення спортивної кар'єри почав тренерську діяльність.
Чотири роки був членом тренерського штабу команди Університет Небраски з боротьби. Він привів місцеву коману «Nebraska Huskers» до подвійного рекорду 66-17-1. Бартон був частиною тренерського штабу, який допоміг «Nebraska Huskers» провести один із найкращих сезонів у 2004 році.
До того, як прийти в Університет Небраски, Бартон чотири сезони пропрацював асистентом в Університеті Індіани, у тому числі працював асистентом головного тренера протягом останніх двох сезонів у Блумінгтоні. Перебуваючи в Індіані, Бертон тренував американських борців Кевіна Стендлі і Віктора Курсе. У 1996-97 роках Бертон працював помічником тренера в штаті Айова, а потім обійняв посаду тренера-волонтера в Університеті штату Айдахо в Бойсе.
Бартон отримав ступінь бакалавра загальних наук в Університеті Індіани в 2000 році. Він і його дружина Сара мають двох дітей.

## Спортивні результати на міжнародних змаганнях

### Виступи на Олімпіадах
| Змагання                    | Збірна | Вагова категорія          | Місце |
| --------------------------- | ------ | ------------------------- | ----- |
| Літні Олімпійські ігри 2000 | США    | вільна боротьба, до 85 кг | 5     |

### Виступи на Панамериканських чемпіонатах
| Змагання                                   | Збірна | Вагова категорія          | Місце  |
| ------------------------------------------ | ------ | ------------------------- | ------ |
| Панамериканський чемпіонат з боротьби 1997 | США    | вільна боротьба, до 76 кг | Бронза |
| Панамериканський чемпіонат з боротьби 2000 | США    | вільна боротьба, до 85 кг | Срібло |

### Виступи на Кубках світу
| Змагання                    | Збірна | Вагова категорія          | Місце  |
| --------------------------- | ------ | ------------------------- | ------ |
| Кубок світу з боротьби 2001 | США    | вільна боротьба, до 85 кг | Бронза |
| Кубок світу з боротьби 2003 | США    | вільна боротьба, до 84 кг | Бронза |

### Виступи на інших змаганнях
| Змагання                               | Збірна | Вагова категорія          | Місце  |
| -------------------------------------- | ------ | ------------------------- | ------ |
| Тестовий турнір FILA 1998              | США    | вільна боротьба, до 76 кг | Бронза |
| Міжнародний меморіал Дейва Шульца 1999 | США    | вільна боротьба, до 85 кг | 4      |
| Міжнародний меморіал Дейва Шульца 2002 | США    | вільна боротьба, до 84 кг | Бронза |